# Paula Eerola
Paula Eerola, född 1962, är en finländsk fysiker verksam inom partikelfysik.
Eerola var under huvuddelen av 1990-talet verksam vid CERN och därefter Lunds universitet. Hon är sedan augusti 2008 professor i experimentell partikelfysik vid Helsingfors universitet. Sedan 1 augusti 2018 är hon en av Helsingfors universitets prorektorer.
Vid CERN och i Lund ägnade hon mycket av sin forskning åt ATLAS-experimentet vid CERN som utförs vid partikelacceleratorn Large Hadron Collider (LHC). Senare har hennes fokus varit LHC-detektorn Compact Muon Solenoid (CMS).
Eerola invaldes 2010 som utländsk ledamot av Kungliga Vetenskapsakademien. Sedan 2012 är hon ledamot av Finska Vetenskapsakademien.